# Birman-Sequenz
In der niedrig-dimensionalen Topologie ist die Birman-Sequenz ein fundamentales Hilfsmittel bei der Untersuchung von Abbildungsklassengruppen. Sie ist nach der US-amerikanischen Mathematikerin Joan Birman benannt.

## Abbildungsklassengruppen
Für eine geschlossene, orientierbare Fläche {\displaystyle F} vom Geschlecht {\displaystyle g} mit {\displaystyle r} Punkten {\displaystyle x_{1},\ldots ,x_{r}\in F} definiert man 
{\displaystyle \Gamma _{g,r}:=Mod(F,\left\{x_{1},\ldots ,x_{r}\right\})}
als die Gruppe der Homotopieklassen von Homöomorphismen {\displaystyle \phi \colon F\to F} mit {\displaystyle \phi (x_{1})=x_{1},\ldots ,\phi (x_{r})=x_{r}}, wobei auch die Homotopien die Punkte {\displaystyle x_{1},\ldots ,x_{r}} festlassen sollen. Insbesondere erhält man für {\displaystyle r=0} die "klassische" Abbildungsklassengruppe {\displaystyle \Gamma _{g}:=Mod(F)}.
Die Birman-Sequenz wird vor allem für Induktionsbeweise von Eigenschaften von {\displaystyle \Gamma _{g,r}} mittels Induktion nach {\displaystyle r} genutzt. Aber auch in umgekehrter Richtung kann sie eingesetzt werden. Zum Beispiel erlaubt der Satz von Madsen-Weiss die Berechnung der stabilen Homologie von {\displaystyle \Gamma _{g,1}} und mittels der Birman-Sequenz kann man dann einen Bezug zur Homologie von {\displaystyle \Gamma _{g}} herstellen.

## Birman-Sequenz
Es sei {\displaystyle F} eine kompakte, orientierbare Fläche vom Geschlecht {\displaystyle g} und seien {\displaystyle x_{1},\ldots ,x_{r}} Punkte auf {\displaystyle F}. Dann hat man eine exakte Sequenz
{\displaystyle 1\to \pi _{1}C(F,r)\to \Gamma _{g,r}\to \Gamma _{g}\to 1,}
wobei {\displaystyle C(F,r)} den Konfigurationsraum von {\displaystyle r} Punkten auf {\displaystyle F} bezeichnet, also den Quotienten von {\displaystyle \left\{(c_{1},\ldots ,c_{r})\in F^{r}\colon c_{i}\not =c_{j}\ \forall \ i\not =j\right\}} unter der Wirkung der symmetrischen Gruppe {\displaystyle S_{r}}. 
Häufig wird auch nur der Spezialfall {\displaystyle r=1}, also die exakte Sequenz
{\displaystyle 1\to \pi _{1}F\to \Gamma _{g,1}\to \Gamma _{g}\to 1}
als Birman-Sequenz bezeichnet.
Die Abbildungen {\displaystyle \pi _{1}F\to \Gamma _{g,1}} und allgemein {\displaystyle \pi _{1}C(F,r)\to \Gamma _{g,r}} werden durch die „Point-Pushing Map“ definiert.

## 3-Mannigfaltigkeiten
Es existiert auch eine Birman-Sequenz für hyperbolische 3-Mannigfaltigkeiten, aber nicht für Seifert-Faserungen.